# Dvorec
Dvorec (ungarisch Bánudvard – bis 1907 Dvorec) ist eine Gemeinde im Westen der Slowakei mit 513 Einwohnern (Stand 31. Dezember 2024), die zum Okres Bánovce nad Bebravou, einem Teil des Trenčiansky kraj, gehört.

## Geographie
Die Gemeinde befindet sich im Nordteil des Hügellands Nitrianska pahorkatina am Unterlauf des Baches Inovec im Einzugsgebiet der Bebrava. Das Ortszentrum liegt auf einer Höhe von 210 m n.m. und ist vier Kilometer von Bánovce nad Bebravou entfernt.
Nachbargemeinden sind Bánovce nad Bebravou (Stadtteil Malé Chlievany) im Norden und Osten, Veľké Chlievany im Süden und Westen und Veľké Držkovce im Nordwesten.

## Geschichte
Auf dem Gemeindegebiet von Dvorec stellte man Besiedlung in der Jungsteinzeit fest, dazu gab es archäologische Untersuchungen nach Siedlungen in der Alt- und Jungbronzezeit, aus der Zeit Großmährens sowie eine mittelalterliche Grabstätte aus dem 10.–12. Jahrhundert.
Dvorec wurde zum ersten Mal 1455 als Odwarcz schriftlich erwähnt und war Besitz mehrerer landadligen Familien. 1598 standen sechs landadlige Häuser im Ort, 1784 hatte die Ortschaft 25 Häuser, 35 Familien und 144 Einwohner, 1828 zählte man 32 Häuser und 205 Einwohner, die als Landwirte und Holzhändler beschäftigt waren.
Bis 1918 gehörte der im Komitat Trentschin liegende Ort zum Königreich Ungarn und kam danach zur Tschechoslowakei beziehungsweise heute Slowakei.

## Bevölkerung
| Jahr                | 1994 | 2004     | 2014    | 2024     |
| ------------------- | ---- | -------- | ------- | -------- |
| Anzahl der Personen | 380  | 426      | 428     | 513      |
| Unterschied         |      | +12,10 % | +0,46 % | +19,85 % |

| Jahr                | 2023 | 2024    |
| ------------------- | ---- | ------- |
| Anzahl der Personen | 488  | 513     |
| Unterschied         |      | +5,12 % |

Nach der Volkszählung 2011 wohnten in Dvorec 425 Einwohner, davon 407 Slowaken, zwei Tschechen sowie jeweils ein Magyare, Pole und Serbe. Ein Einwohner gab eine andere Ethnie an und 12 Einwohner machten keine Angabe zur Ethnie.
366 Einwohner bekannten sich zur römisch-katholischen Kirche, jeweils 13 Einwohner zu den Siebenten-Tags-Adventisten und Evangelischen Kirche A. B. sowie jeweils ein Einwohner zu den Zeugen Jehovas und zur orthodoxen Kirche; ein Einwohner bekannte sich zu einer anderen Konfession. 12 Einwohner waren konfessionslos und bei 18 Einwohnern wurde die Konfession nicht ermittelt.

## Bauwerke und Denkmäler
- Landschloss der Familie Csarad im Rokokostil aus der zweiten Hälfte des 18. Jahrhunderts, im 19. Jahrhundert erweitert und 1902 umgebaut